# イトーヨーカドープリオール
イトーヨーカドープリオール（イトーヨーカドープリオール）は、埼玉県北葛飾郡杉戸町を本拠地に活動していた、イトーヨーカ堂の女子バレーボールチームである。かつてV・プレミアリーグに所属し、後に廃部となった武富士バンブーの前身チームでもある。獲得タイトル計5回。

## 歴史
1978年、イトーヨーカ堂が「企業イメージにマッチしたスポーツ」として女子バレーボール部を創部した。監督には元泉州高校監督だった小田正道、技術顧問としてかつて東京オリンピックで日本代表の監督を務めた大松博文を招聘し、部員9名でスタートしたが、大松は同年心筋梗塞により急逝した。
日本リーグには、1982年第16回大会から出場する。1987年第21回大会で3位、1988年第22回大会で3位を経て、1989年第23回大会で念願の初優勝を遂げる。この年斎藤真由美が殊勲賞、坂上一雄が最優秀監督賞を受賞した。
2001年6月、休部（事実上の廃部）となる。2001年8月、監督以下選手16名とスタッフ6名が武富士社員として全体移籍することとなった（武富士バンブーの誕生）。

## 成績

### 主な成績
日本リーグ／Vリーグ
- 優勝 1回（1989年度）
- 準優勝 2回（1990年度、1991年度）

黒鷲旗全日本選抜
- 優勝 1回（1990年）
- 準優勝 2回（1991年、2000年）

国民体育大会成年女子（6人制）
- 優勝 3回（1991年、1993年、1995年）
- 準優勝 （1984年、1985年、1988年、1994年）

### 年度別成績
| 大会名                | 大会名                | 順位                  | 参加チーム数          | 試合数 | 勝  | 敗 | 勝率  |
| --------------------- | --------------------- | --------------------- | --------------------- | ------ | --- | -- | ----- |
| 実業団リーグ          | 第12回 (1980/81)      | 3位                   | 6チーム               | 10     | 7   | 3  | 0.700 |
| 実業団リーグ          | 第13回 (1981/82)      | 優勝                  | 6チーム               | 10     | 8   | 2  | 0.800 |
| 日本リーグ            | 第16回 (1982/83)      | 4位                   | 8チーム               | 21     | 11  | 10 | 0.524 |
| 日本リーグ            | 第17回 (1983/84)      | 3位                   | 8チーム               | 21     | 13  | 8  | 0.619 |
| 日本リーグ            | 第18回 (1984/85)      | 4位                   | 8チーム               | 21     | 10  | 11 | 0.476 |
| 日本リーグ            | 第19回 (1985/86)      | 4位                   | 8チーム               | 21     | 11  | 10 | 0.524 |
| 日本リーグ            | 第20回 (1986/87)      | 5位                   | 8チーム               | 21     | 9   | 12 | 0.429 |
| 日本リーグ            | 第21回 (1987/88)      | 3位                   | 8チーム               | 14     | 9   | 5  | 0.643 |
| 日本リーグ            | 第22回 (1988/89)      | 3位                   | 8チーム               | 17     | 12  | 5  | 0.706 |
| 日本リーグ            | 第23回 (1989/90)      | 優勝                  | 8チーム               | 17     | 16  | 1  | 0.941 |
| 日本リーグ            | 第24回 (1990/91)      | 準優勝                | 8チーム               | 17     | 13  | 4  | 0.765 |
| 日本リーグ            | 第25回 (1991/92)      | 準優勝                | 8チーム               | 14     | 11  | 3  | 0.786 |
| 日本リーグ            | 第26回 (1992/93)      | 3位                   | 8チーム               | 20     | 13  | 7  | 0.650 |
| 日本リーグ            | 第27回 (1993/94)      | 3位                   | 8チーム               | 20     | 10  | 10 | 0.500 |
| 日本リーグ通算 (12年) | 日本リーグ通算 (12年) | 日本リーグ通算 (12年) | 日本リーグ通算 (12年) | 224    | 138 | 86 | 0.616 |
| Vリーグ               | 第1回 (1994/95)       | 4位                   | 8チーム               | 21     | 12  | 9  | 0.571 |
| Vリーグ               | 第2回 (1995/96)       | 5位                   | 8チーム               | 21     | 11  | 10 | 0.524 |
| Vリーグ               | 第3回 (1996/97)       | 4位                   | 8チーム               | 21     | 13  | 8  | 0.619 |
| Vリーグ               | 第4回 (1997/98)       | 4位                   | 8チーム               | 21     | 12  | 9  | 0.571 |
| Vリーグ               | 第5回 (1998/99)       | 7位                   | 10チーム              | 18     | 9   | 9  | 0.500 |
| Vリーグ               | 第6回 (1999/2000)     | 8位                   | 10チーム              | 18     | 5   | 13 | 0.278 |
| Vリーグ               | 第7回 (2000/2001)     | 5位                   | 10チーム              | 18     | 8   | 10 | 0.444 |
| Vリーグ通算 (7年)     | Vリーグ通算 (7年)     | Vリーグ通算 (7年)     | Vリーグ通算 (7年)     | 138    | 70  | 68 | 0.507 |

## エピソード
- 当初（1991年）制定されたチームの愛称は「ウィングス」であった。1年後の1992年に「プリオール」に変更している。

## 休部年度の選手・スタッフ
2000年12月8日版

### 選手
| 背番号 | 名前         | 年齢 | 国籍 | Position            | 備考     |
| ------ | ------------ | ---- | ---- | ------------------- | -------- |
| 1      | 小谷弘美     | 25   | 日本 | センター            |          |
| 2      | 山下祐美子   | 22   | 日本 | レフト              |          |
| 3      | 沖田陽子     | 21   | 日本 | ライト              |          |
| 4      | 加藤麻美     | 23   | 日本 | ライト              |          |
| 5      | 足立留美     | 26   | 日本 | レフト              | 主将     |
| 6      | 佐々木雅子   | 23   | 日本 | セッター            |          |
| 7      | 川原恵       | 24   | 日本 | センター            |          |
| 8      | 田巻由貴子   | 23   | 日本 | レフト              |          |
| 9      | 熊倉由美     | 22   | 日本 | リベロ              |          |
| 10     | 金田智子     | 21   | 日本 | ライト              |          |
| 12     | 尾上友紀子   | 25   | 日本 | レフト              |          |
| 14     | 鈴木洋美     | 22   | 日本 | センター            |          |
| 15     | 和久山志恵里 | 18   | 日本 | リベロ              | 内定選手 |
| 17     | 岸早苗       | 20   | 日本 | レフト/ライト       |          |
| 18     | 内藤香菜子   | 20   | 日本 | センター            |          |
| 19     | 三澤由佳     | 19   | 日本 | センター            |          |
| 20     | 松崎聖子     | 20   | 日本 | レフト              |          |
| 21     | 本間江梨     | 19   | 日本 | レフト/レシーバー   |          |
| 22     | 山崎望美     | 19   | 日本 | セッター/レシーバー |          |
| 23     | 伊地知麻貴   | 19   | 日本 | セッター            |          |

### スタッフ
| 役職                   | 名前       | 国籍 | 備考 |
| ---------------------- | ---------- | ---- | ---- |
| 部長                   | 永田幸雄   | 日本 |      |
| 監督                   | 石原昭久   | 日本 |      |
| コーチ                 | 安保澄     | 日本 |      |
| コーチ                 | 尾﨑侯     | 日本 |      |
| アシスタントトレーナー | 篠原孝子   | 日本 |      |
| マネージャー           | 筒井瞳     | 日本 |      |
| ドクター               | 安井慎太郎 | 日本 |      |
| 事務局長               | 大日向晃子 | 日本 |      |
| 総務                   | 西尾博樹   | 日本 |      |

## 在籍していた選手
| - エレーナ・チェブキナ - ナターシャ・レト - エルナ・ブリンクマン - ジェリーン・フリューケ - アナ・アルバレス - タチヤーナ・メンソーワ - ガブリエラ・ペレス - 益子直美 - 斎藤真由美 - 内田役子 - 足立留美 - 小泉栄子 - 鈴木洋美 | - 石掛美知代 - 沖田陽子 - 篠原孝子 - 内藤香菜子 - 苗村郁代 - 熊倉由美 - 山本隆弘夫人 - 金子志保 - 旭川実業高等学校卒、セッター - 金子千亜紀- 旭川実業高等学校卒、セッター 金子志保の妹 - 甲斐千保 - 成安女子高等学校卒、ライト - 堀順子 - 成安女子高等学校卒 - 高山佳代 - 長岡商業高等学校卒 - 置田佳子 - セッター |

## 関連作品
- いま白球は生きる～実録・イトーヨーカドーバレーボール部～
- アタッカーYOU!（上記をモチーフにした漫画・アニメーション）